# باشگاه فوتبال لائه سیتی
باشگاه فوتبال لائه سیتی، که قبلاً با نام لائه سیتی دویلرز یا توتی سیتی شناخته می‌شد، یک باشگاه فوتبال حرفه‌ای است که در سال ۲۰۱۴ تأسیس شد و مستقر در لائه، پاپوآ گینه نو است. این تیم در حال حاضر در لیگ ملی فوتبال پاپوآ گینه نو، بالاترین سطح مسابقات فوتبال در پاپوآ گینه نو بازی می‌کند.
در کنار هیکاری یونایتد، این باشگاه یکی از دو تیمی است که موفق به فتح لیگ ملی فوتبال پاپوآ گینه نو شده است. این تیم همچنین در چهار دوره از لیگ قهرمانان اقیانوسیه شرکت کرده است که بهترین نتیجه آنها در سال‌های ۲۰۱۸ و ۲۰۱۹ بوده است که به یک چهارم نهایی راه یافتند.

## افتخارات
- لیگ ملی فوتبال پاپوآ گینه نو: ۷ قهرمانی